# Chen Weixing
Dans ce nom chinois, le nom de famille, Chen, précède le nom personnel Weixing.
Chen Weixing (chinois simplifié : 陈卫星 ; chinois traditionnel : 陳衛星 ; pinyin : Chén Wèixīng), né le 27 avril 1972 en Mongolie-Intérieure (Chine), est un joueur de tennis de table chinois naturalisé autrichien. 
Il est sans doute avec Kōji Matsushita et Joo Se Hyuk un des meilleurs défenseurs du monde, son meilleur classement étant n° 9 mondial en 2006. Pouvant aussi jouer en attaque avec son coup droit, son jeu spectaculaire enthousiasme les spectateurs.
Il a participé aux jeux olympiques d'été de 2004 à Athènes où il s'est incliné en 1/32e de finale. Il a été champion d'Europe de double en 2003 à Courmayeur. Il a triomphé en double à l'open de Santiago du Chili en 2006. 
De 1996 à 2005, il a remporté un titre en simple et joué cinq finales en double.

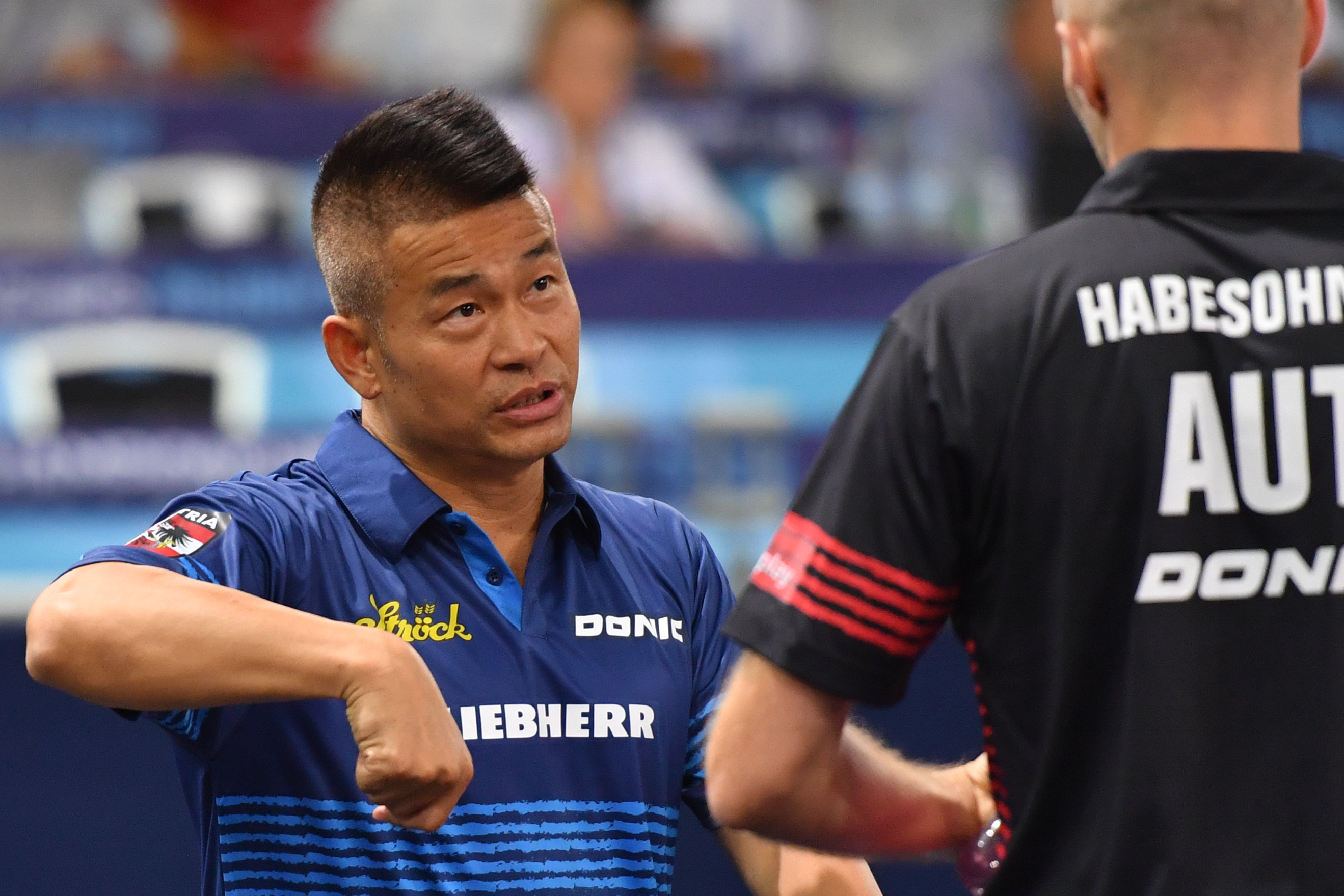
Chen Weixing lors des championnats d'Europe en 2022.